# Hästskotjärnen (Jörns socken, Västerbotten, 725275-170848)
Hästskotjärnen är en sjö i Skellefteå kommun i Västerbotten och ingår i Byskeälvens huvudavrinningsområde.